# St. Paul's (Metropolitano de Londres)
A Estação de St. Paul's é uma estação do Metropolitano de Londres, na Central line, na Zona 1 do Travelcard. Ela está localizada em Smithfield na Cidade de Londres.

## Conexões
As linhas de ônibus de Londres 4, 8, 25, 56, 100, 521 e as linhas noturnas N8, N25 e N242 servem a estação.

## Projetos
Uma passagem subterrânea que liga a estação ferroviária de City Thameslink à estação de metrô de St Paul para fornecer um intercâmbio entre os serviços da Central line e da National Rail na ferrovia Thameslink foi sugerida pela London TravelWatch em um relatório em 2014, que sugeriu que beneficiaria os passageiros que viajam da linha Central para os aeroportos de Gatwick e Luton.